# Nephrangis
Nephrangis es un género con dos especies de orquídeas de hábitos epífitas. Se encuentra distribuido en el África tropical.

## Descripción
Es una planta herbácea monopodial de hábitos epifitas con un largo tallo con las hojas en forma de agujas. La inflorescencia con 1-6 flores, es más corta que las hojas. Las flores son pequeñas, translúcidas, castaño o verdes-castaño. Está relacionada con Tridactyle pero difiere en su labelo.

## Taxonomía
El género fue descrita por (Schltr.) Summerh. y publicado en Kew Bulletin 3: 301. 1948.

## Especies
- Nephrangis bertauxiana Szlach. & Olszewski  (2001).
- Nephrangis filiformis (Kraenzl.) Summerh.